# Stoddard (Wisconsin)
Stoddard es una villa ubicada en el condado de Vernon en el estado estadounidense de Wisconsin. En el Censo de 2010 tenía una población de 774 habitantes y una densidad poblacional de 383,13 personas por km².

## Geografía
Stoddard se encuentra ubicada en las coordenadas 43°39′44″N 91°12′46″O / 43.66222, -91.21278. Según la Oficina del Censo de los Estados Unidos, Stoddard tiene una superficie total de 2.02 km², de la cual 1.77 km² corresponden a tierra firme y (12.18%) 0.25 km² es agua.

## Demografía
Según el censo de 2010, había 774 personas residiendo en Stoddard. La densidad de población era de 383,13 hab./km². De los 774 habitantes, Stoddard estaba compuesto por el 98.71% blancos, el 0.65% eran afroamericanos, el 0.13% eran amerindios, el 0.13% eran asiáticos, el 0% eran isleños del Pacífico, el 0.13% eran de otras razas y el 0.26% pertenecían a dos o más razas. Del total de la población el 0.78% eran hispanos o latinos de cualquier raza.